# セントルイス連邦準備銀行

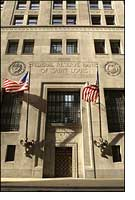
セントルイス連邦準備銀行ビル正面

セントルイス連邦準備銀行（セントルイスれんぽうじゅんびぎんこう、Federal Reserve Bank of St. Louis）は、アメリカ合衆国の連邦準備銀行のひとつ。アーカンソー州、イリノイ州南部、インディアナ州南部、ケンタッキー州西部、ミシシッピ州北部、ミズーリ州東部、テネシー州西部を含む第8連邦準備区を管轄し、本店をミズーリ州セントルイスに、支店をリトルロックとルイビル、メンフィスに構える。2008年から2023年にかけてジェームズ・ブラードが第12代総裁を務めた後、キャスリーン・オニール・パエーゼ(Kathleen O'Neill Paese)が総裁代行を勤めている。
1960年代にダリル・フランシス総裁、ホーマー・ジョーンズ研究局長の後押しから、行内エコノミストらが貨幣の増加率とインフレ率のあいだに存在する比例関係をといた研究成果を公表。当時もてはやされていたマネタリズム信奉により連邦準備制度独立機関として信望を獲得し、また今なおそれら研究がマネタリストの一般的な考え方に広く採り入れられている。
今日においては膨大な量の各種統計資料を有し、その規模はアメリカ国内最大データベースのひとつとなっている。
元パレスチナ国首相のサラーム・ファイヤードは、かつてセントルイス連邦準備銀行につとめており、ディビシア集計の初期研究に携わっていた。